# Казінік Михайло Семенович
Миха́йло Семе́нович Казі́нік (нар. 13 листопада 1951) — білоруський і шведський скрипаль, музикознавець, публіцист, лектор, педагог і популяризатор класичної музики.

## Біографія
Михайло Казінік народився 13 листопада 1951 року у Ленінграді, у сім'ї гірничого інженера Семена Михайловича Казініка, уродженця білоруського села Черея (тепер — Чашницького району Вітебської області Білорусі), та Белли Григорівни Левіної, уроджениці білоруського міста Чашники (тепер — Вітебської області Білорусі).
У 1953 році сім'я переїхала до Вітебська. 1958 року Михайло вступив до Вітебської музичної школи № 1 в клас скрипки. У 1960 — отримав першу премію на конкурсі молодих виконавців у Вітебську.
У 1968 році продовжив навчання у Вітебському музичному училищі. У 1970 — вступив до Білоруської державної консерваторії в Мінську, яку закінчив у 1975 році в класі професора Михайла Гольдштейна. У 1970 році отримав першу премію на міжнародному конкурсі Міністерства культури Білорусі, присвяченому 200-річчю від дня народження Бетховена. Конкурс для студентів консерваторій Східної Європи відбувався в рамках міжнародної конференції, присвяченої творчості Бетховена.
Одночасно з навчанням в консерваторії, з 1971 по 1975 рік, брав уроки у професора Михайла Ваймана в Петербурзькій консерваторії.
У 1975 році у Вітебську у Михайла Казініка народився син Борис.
Після закінчення консерваторії отримав направлення до Мінської філармонії. З 1975 по 1990 рік їздив з лекціями й абонементними серіями лекцій-концертів по Радянському Союзу, включаючи Мінськ, Вітебськ, Гродно, Київ, Суми, Кіровоград, Каунас, Кострому, Краснодар, Сочі, Москву.
У 1986 році Всесоюзне музичне товариство під головуванням Ірини Архипової присвоїло Казініку звання музикознавець вищої категорії.
У 1991 році отримав шведське громадянство й переїхав до Стокгольму.
У 1993 почав багаторічну співпрацю з режисером Юрієм Ледерманом. З 1993 по 2004 рік вони поставили декілька спектаклів в Стокгольмі, в тому числі «Моцарт проти Сальєрі», «Замість Чайки», "Простір «Кармен»", «Простір Маски», «Записки божевільного», «Государ» та інші.
З 2004 по 2007 рік, спільно з російським режисером-документалістом Ігорем Шадханом та режисером Наталією Кугашовою, створив 64 фільми про значні явища музичного мистецтва. Вони вийшли в ефір на російському каналі ТВ Центр.
З 2005 року — музичний експерт-співорганізатор Нобелівського концерту та коментатор телевізійної трансляції концерту на шведському телебаченні.
З 2007 року — автор і ведучий музичних програм на російських радіостанціях «Орфей» та «Серебряный дождь».
З 2010 року — віце-президент Міжнародної асоціації письменників і публіцистів.
З 2012 року — ведучий авторської програми «Ноти, які змінили світ» на російському телеканалі «Дождь» та музичної програми на радіо «Голос Росії».
У 2012 році став Почесним членом Слов'янської академії літератури і мистецтв (Болгарія) та Почесним доктором RISEBA — Ризької міжнародної школи економіки.

## Переконання

### Шкільна реформа
Вважає за необхідне проведення реформи шкільної освіти у світі. На його думку, сучасна школа формує у людини «кліпове мислення», оскільки дитина отримує пов'язані між собою розрізнені знання з різних предметам. На його думку школа людям «набила голову, як мішок соломою, набила купою відомостей, з яких 90 % їм не знадобляться ніколи, і не дала парадигму знання, жагу до знань, потягу до знань, способу пізнання через культуру, через мистецтво, через математику».

## Публікації

### Книги
- Тайны гениев. — 4-е изд. — М.: Легейн, 2010. — 304 с. — ISBN 978-5-91491-025-6.
- Тайны гениев-2 или Волновые пути к музыке. — М.: Динатон, 2010. — 219 с. — ISBN 978-5-91751-004-0.
- Приобщение. Слово. Музыка. Жизнь. — М.: Дельфис, 2014. — 216 с. — ISBN 978-5-93366-030-9.
- Буравчик в стране Света. — М.: Бослен, 2015. — 160 с. — ISBN 978-5-91187-225-0.

### Статті
- Нужны активные поиски (О проблемах лекторской работы) // Советская музыка. — 1985. — № 8. — С. 71-73.
- Специалисты, отзовитесь! (О проблемах музыкальных жанров) // Советская музыка. — 1985. — № 11. — С. 77.
- Ребенок и музыка (О музыкальном воспитании младших школьников) // Музыка в школе. — 1986. — № 1. — С. 36-39.
- Я — на нашей планете…: [Беседа] / Вела Шлихтина Ю. // Музыкальная академия. — 1996. — N 3-4. — С. 132—136.
- Королева Т. П. Музыка для всех: диалог о ключевых проблемах музыкального просвещения и воспитания / Т. П. Королева, М. С. Казиник // Столичное образование сегодня. Мн. — 2006. — № 5. — С. 16-32.
- Нашу публику я люблю больше [Текст] / М. Казиник; беседовала О. Русанова // Музыкальная жизнь. — 2015. — № 3. — С. 48-49.